# Antony (fotbalista, 2000)
Antony Matheus dos Santos (* 24. února 2000 São Paulo), známý jako Antony, je brazilský profesionální fotbalista, který hraje na pozici křídelníka za španělský klub Real Betis a za brazilský národní tým.

## Klubová kariéra

### São Paulo
Antony se narodil v Osascu v São Paulu. Fotbal začal hrát v místním klubu Grêmio Esportivo Osasco odkud se v roce 2013 přesunul do São Paulo FC.
V září 2018 byl Antony, společně s Helinhem a Igorem Gomesem přeřazeni do A-týmu São Paula. Antony podepsal smlouvu do léta 2023. Svého debutu se dočkal 15. listopadu při remíze 1:1 proti Grêmiu.
Dne 14. února 2019 debutoval Antony v Poháru osvoboditelů, když nastoupil na poslední dvě minuty utkání proti argentinskému CA Talleres. V roce 2019 se stal stabilním členem základní sestavy A-týmu São Paula. Svůj první gól v jeho dresu vstřelil 23. července, a to do sítě Chapecoense při výhře 4:0. V sezóně odehrál 29 ligových utkání, ve kterých vstřelil 4 branky a na dalších 6 přihrál.

### Ajax
Dne 23. února 2020 přestoupil Antony do nizozemského Ajaxu za částku okolo 16 milionů euro. V klubu podepsal pětiletý kontrakt.

#### Sezóna 2020/21
Svého debutu v A-týmu se dočkal až na začátku následující sezóny, a to 13. září, kdy se objevil v základní sestavě ligového utkání proti Spartě Rotterdam; Antony vstřelil jediný gól utkání. Antony rychle zapadl do plánů trenéra ten Haga a stal se jedním z klíčových hráčů klubu. O dva týdny později v ligovém zápase proti Vitesse dal svůj druhý gól za Ajax. 27. října debutoval Antony v evropských pohárech, když odehrál celý zápas základní skupiny proti italské Atalantě (remíza 2:2). O týden později vstřelil svoji první branku v soutěži, a to při výhře 2:1 nad dánským Midtjyllandem. Ve své první sezóně v dresu Ajaxu došel s klubem až do finále nizozemského poháru, ve kterém byl u výhry 2:1 nad Vitesse, vyhrál s ním ligovou trofej a v Evropské lize postoupil až do čtvrtfinále, kde byl Ajax vyřazen římským AS.

#### Sezóna 2021/22
Antony nenastoupil do zápasu nizozemského superpoháru proti PSV Eindhoven (prohra 0:4). Svůj první zápas v sezóně 2021/22 odehrál 22. srpna proti Twente (ligová remíza 1:1).
V zimním přestupovém období přinesla média informace o zájmu Manchesteru City, Barcelony nebo Bayernu Mnichov; brazilský křídelník se však rozhodl zůstat v Ajaxu.
Antony si z dubnového srazu brazilské reprezentace přivezl zraněný kotník, který jej vyřadil ze hry až do konce sezóny. Ajax i bez něj dokázal obhájit ligový titul. Ve finále KNVB beker však Ajax podlehl 1:2 PSV a nezískal domácí double. Antony v sezóně 2021/22 odehrál 33 soutěžních utkání, ve kterých vstřelil 12 branek a na dalších 10 přihrál.
V létě se o Antonyho služby vážně zajímal anglický Manchester United, ten však neuspěl ani s dvoumiliardovou nabídkou (90 milionů eur). Antony vyjádřil přání odejít, nicméně vedení Ajaxu nabídku odmítlo.

### Manchester United
Anglický Manchester United se přece jen na konci srpna 2022 dohodl s Ajaxem na přestupu Antonyho. Obě strany se domluvily na odstupném ve výši 100 milionů euro včetně bonusů; šlo o rekordní přestup nejen Ajaxu, ale také nizozemské Eredivisie.

## Reprezentační kariéra

### Letní olympijské hry 2020
Antony byl v létě 2021 povolán Andrém Jardinem na Letní olympijské hry 2020 do Japonska. Antony odehrál všechna utkání základní skupiny (proti Německu, Pobřeží slonoviny a Saúdské Arábii). Nastoupil také do čtvrtfinále proti Egyptu (výhra 1:0) a semifinále proti Mexiku (remíza 0:0, postup Brazílie po penaltovém rozstřelu). Antony se také objevil v základní sestavě finálového utkání proti Španělsku. Po základní hrací době byl stav utkání 1:1, a tak následovalo prodloužení, v něm Antony asistoval na vítězný gól Malcoma a radoval se z výhry 2:1.

### Seniorská reprezentace
V brazilské seniorské reprezentaci Antony debutoval 8. října 2021 v zápase kvalifikace na Mistrovství světa 2022 proti Venezuele. Při svém reprezentačním debutu vstřelil i svůj první reprezentační gól, a pomohl tak Brazílii k výhře 3:1.

## Osobní život
V září 2023 byl Antony kvůli podezření z napadení několika žen vyřazen z kádru Manchesteru United. Antony byl vyřazen také z brazilské reprezentace na dva kvalifikační zápasy o postup na mistrovství světa poté, co policie začala vyšetřovat tvrzení jeho bývalé přítelkyně Gabriely Cavallinové, že ji fyzicky napadl. Antony to popřel. Případ vyšetřovala policie v Brazílii i Manchesteru. Antonyho od té doby nařkly z fyzického napadení ještě dvě další ženy. Fotbalista nebyl zatčen ani obviněn.

## Statistiky

### Klubové
K 29. srpnu 2022
| Klub              | Sezóna  | Liga           | Liga   | Liga | Národní pohár | Národní pohár | Ligový pohár | Ligový pohár | Kontinentální poháry | Kontinentální poháry | Ostatní | Ostatní | Celkem | Celkem |
| Klub              | Sezóna  | Liga           | Zápasy | Góly | Zápasy        | Góly          | Zápasy       | Góly         | Zápasy               | Góly                 | Zápasy  | Góly    | Zápasy | Góly   |
| ----------------- | ------- | -------------- | ------ | ---- | ------------- | ------------- | ------------ | ------------ | -------------------- | -------------------- | ------- | ------- | ------ | ------ |
| São Paulo         | 2018    | Série A        | 3      | 0    | 0             | 0             | —            | —            | 0                    | 0                    | —       | —       | 3      | 0      |
| São Paulo         | 2019    | Série A        | 29     | 4    | 0             | 0             | —            | —            | 1                    | 0                    | —       | —       | 30     | 4      |
| São Paulo         | 2020    | Série A        | 0      | 0    | 0             | 0             | —            | —            | 2                    | 0                    | —       | —       | 2      | 0      |
| São Paulo         | Celkem  | Celkem         | 32     | 4    | 0             | 0             | —            | —            | 3                    | 0                    | —       | —       | 35     | 4      |
| Ajax              | 2020/21 | Eredivisie     | 32     | 9    | 4             | 0             | —            | —            | 10                   | 1                    | —       | —       | 46     | 10     |
| Ajax              | 2021/22 | Eredivisie     | 23     | 8    | 3             | 2             | —            | —            | 7                    | 2                    | 0       | 0       | 33     | 12     |
| Ajax              | 2022/23 | Eredivisie     | 2      | 1    | 0             | 0             | —            | —            | 0                    | 0                    | 1       | 1       | 3      | 2      |
| Ajax              | Celkem  | Celkem         | 57     | 18   | 7             | 2             | —            | —            | 17                   | 3                    | 1       | 1       | 82     | 24     |
| Manchester United | 2022/23 | Premier League | 0      | 0    | 0             | 0             | 0            | 0            | 0                    | 0                    | —       | —       | 0      | 0      |
| Celkem            | Celkem  | Celkem         | 89     | 22   | 7             | 2             | 0            | 0            | 20                   | 3                    | 1       | 1       | 117    | 28     |

### Reprezentační
K 29. srpnu 2022
| Brazílie | Brazílie | Brazílie |
| Rok      | Zápasy   | Góly     |
| -------- | -------- | -------- |
| 2021     | 5        | 1        |
| 2022     | 4        | 1        |
| Celkem   | 9        | 2        |

#### Reprezentační góly
Skóre a výsledky Brazílie jsou vždy zapisovány jako první
| Gól | Datum         | Místo                                          | Soupeř    | Skóre | Výsledek | Soutěž                                |
| --- | ------------- | ---------------------------------------------- | --------- | ----- | -------- | ------------------------------------- |
| 1.  | 7. října 2021 | Estadio Olímpico de la UCV, Caracas, Venezuela | Venezuela | 3:1   | 3:1      | Kvalifikace na Mistrovství světa 2022 |
| 2.  | 1. února 2022 | Estádio Mineirão, Belo Horizonte, Brazílie     | Paraguay  | 3:0   | 4:0      | Kvalifikace na Mistrovství světa 2022 |

## Ocenění

### Klubová

#### Ajax
- Eredivisie: 2020/21, 2021/22
- KNVB Cup: 2020/21[43]

#### Manchester United
- FA Cup: 2023/24
- EFL Cup: 2022/23

### Reprezentační

#### Brazílie U23
- Letní olympijské hry: 2020

### Individuální
- Hráč měsíce Eredivisie: prosinec 2020
- Talent měsíce Eredivisie: prosinec 2021